# Епархия Каролины
Епархия Каролины (лат. Dioecesis Carolinensis in Brasilia) — епархия Римско-Католической церкви с центром в городе Каролина, Бразилия. Епархия Каролины входит в митрополию Сан-Луиш-до-Мараньяна. Кафедральным собором епархии Каролины является церковь святого Питер.

## История
14 января 1958 года Римский папа Пий XII издал буллу «Qui aeque», которой учредил территориальную прелатуру Каролины, выделив её из епархии Сан-Хосе-Гражау (сегодня - епархия Гражау).
16 октября 1979  года Римский папа Иоанн Павел II преобразовал буллой «Cum praelaturae» территориальную прелатуру Каролины в епархию.
27 июня 1987 года епархия Каролины передала часть своей территории в пользу возведения епархии Императриса.

## Ординарии епархии
- епископ Cesário Alexandre Minali (1958—1969)
- епископ Marcelino Sérgio Bicego (1971—1980)
- епископ Evangelista Alcimar Caldas Magalhães (1981—1990)
- епископ Marcelino Correr (1991—2003)
- епископ José Soares Filho (2003 — по настоящее время)

## Источник
- Annuario Pontificio, Ватикан, 2007
- Булла Qui aeque, AAS 50 (1958), p. 615  (лат.)
- Булла Cum praelaturae  (лат.)